# Рокі-Ридж (Огайо)
Рокі-Ридж (англ. Rocky Ridge) — селище (англ. village) в США, в окрузі Оттава штату Огайо. Населення — 312 особи (2020).

## Географія
Рокі-Ридж розташоване за координатами 41°31′50″ пн. ш. 83°12′48″ зх. д. / 41.53056° пн. ш. 83.21333° зх. д. (41.530446, -83.213365).  За даними Бюро перепису населення США в 2010 році селище мало площу 2,66 км², з яких 2,62 км² — суходіл та 0,04 км² — водойми.

## Демографія
Згідно з переписом 2010 року, у селищі мешкало 417 осіб у 159 домогосподарствах у складі 112 родин. Густота населення становила 157 осіб/км².  Було 179 помешкань (67/км²).
Расовий склад населення:
| - 95,7 % — білих - 0,5 % — корінних американців - 1,2 % — осіб інших рас |

До двох чи більше рас належало 2,6 %. Частка іспаномовних становила 5,0 % від усіх жителів.
За віковим діапазоном населення розподілялося таким чином: 27,6 % — особи молодші 18 років, 61,1 % — особи у віці 18—64 років, 11,3 % — особи у віці 65 років та старші. Медіана віку мешканця становила 38,9 року. На 100 осіб жіночої статі у селищі припадало 106,4 чоловіків;  на 100 жінок у віці від 18 років та старших — 115,7 чоловіків також старших 18 років.
Середній дохід на одне домашнє господарство  становив 56 210 доларів США (медіана — 44 286), а середній дохід на одну сім'ю — 65 745 доларів (медіана — 66 250). Медіана доходів становила 49 375 доларів для чоловіків та 31 750 доларів для жінок. За межею бідності перебувало 16,0 % осіб, у тому числі 10,1 % дітей у віці до 18 років та 8,5 % осіб у віці 65 років та старших.
Цивільне працевлаштоване населення становило 219 осіб. Основні галузі зайнятості: освіта, охорона здоров'я та соціальна допомога — 21,5 %, виробництво — 18,3 %, мистецтво, розваги та відпочинок — 13,7 %, науковці, спеціалісти, менеджери — 12,3 %.